# Compans
Compans ist eine französische Gemeinde mit 821 Einwohnern (Stand 1. Januar 2022) im Département Seine-et-Marne in der Region Île-de-France.

## Sehenswürdigkeiten
- Kirche Notre-Dame-de-l’Assomption, erbaut ab dem 17. Jahrhundert (siehe auch: Liste der Monuments historiques in Compans)
- Schloss, erbaut von 1864 bis 1867

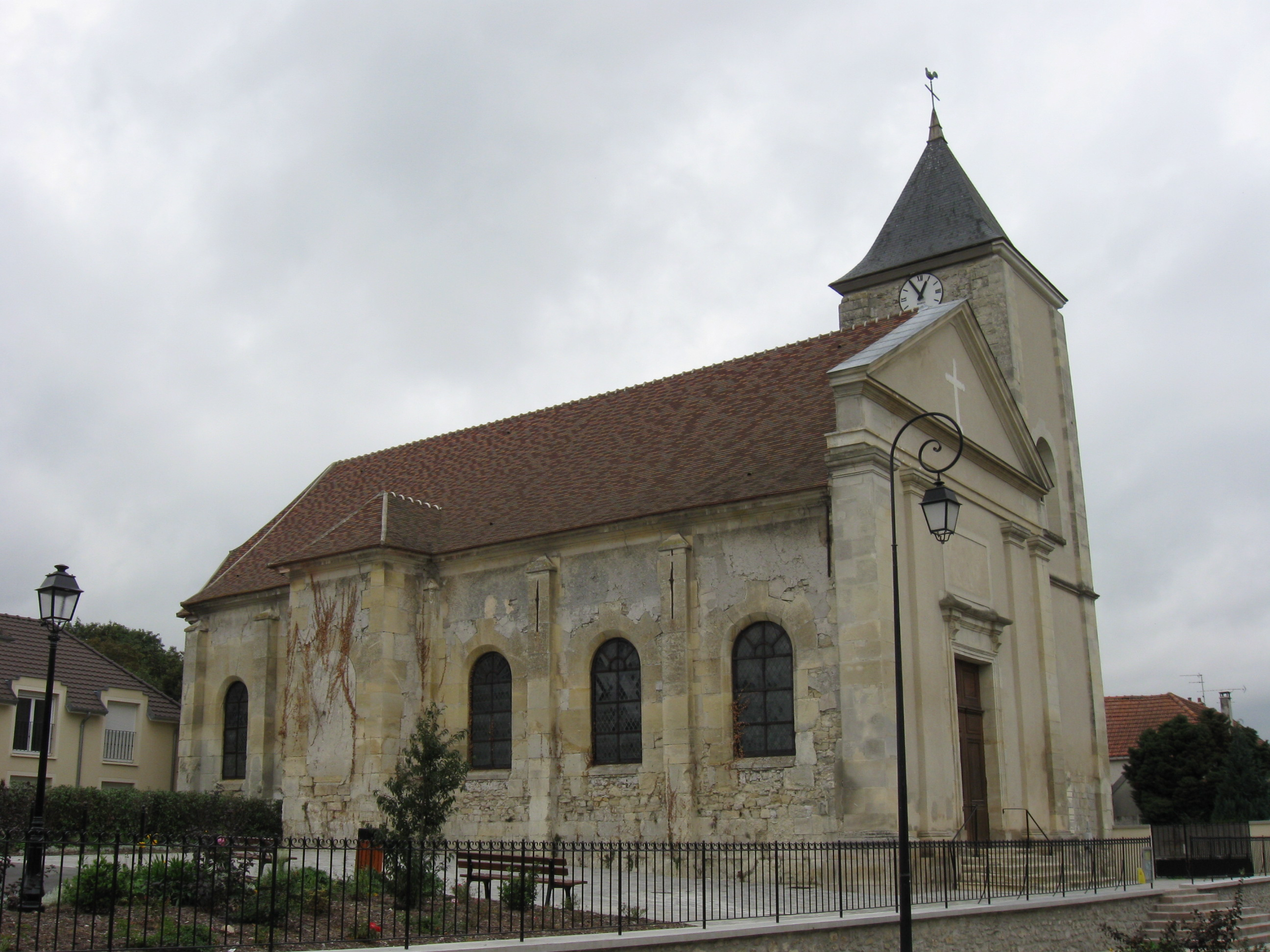
Kirche Notre-Dame-de-l’Assomption
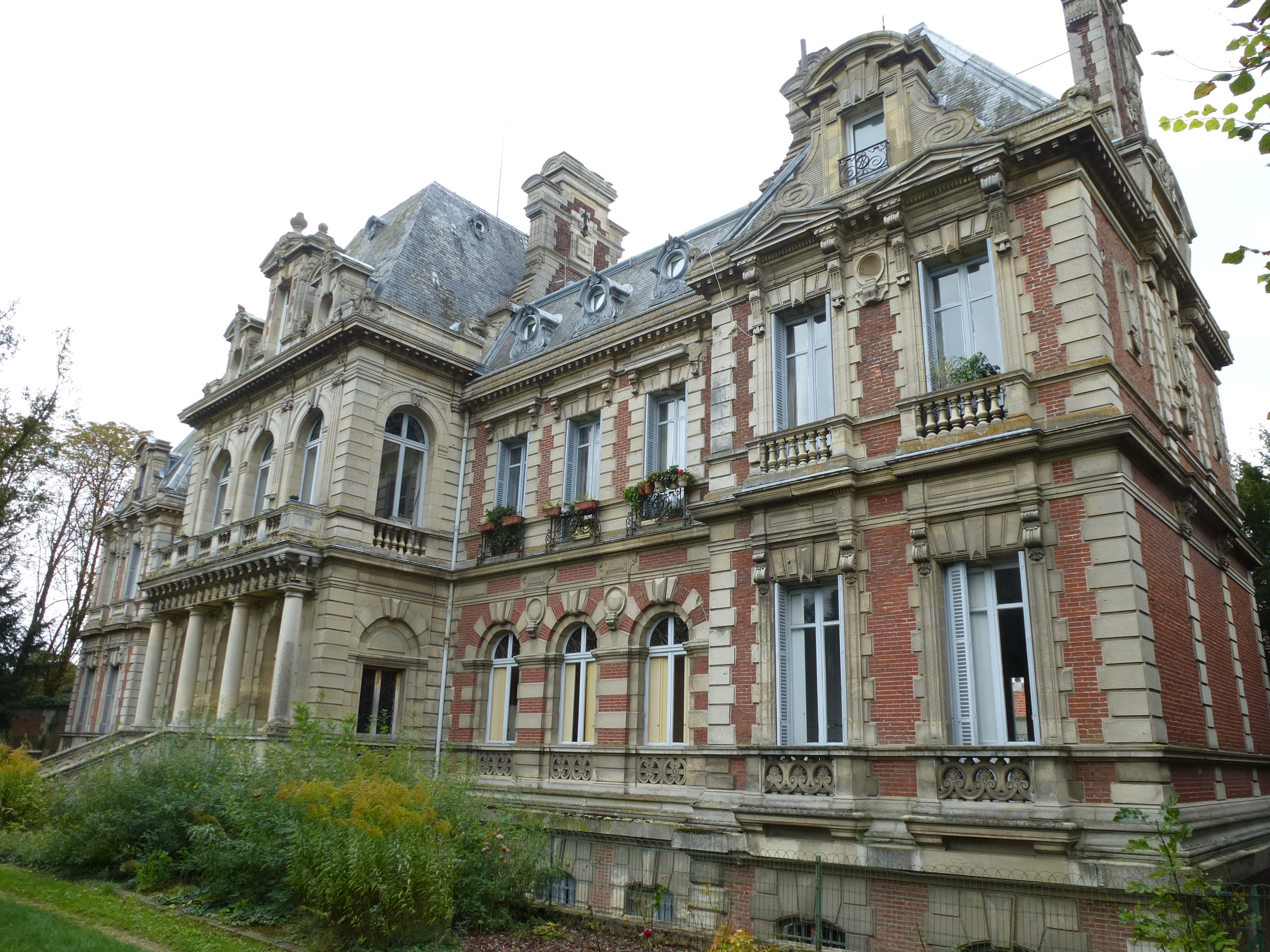
Schloss Compans

## Partnergemeinden
- Carrè, Italien